# 7316 Hajdú
7316 Hajdú è un asteroide della fascia principale. Scoperto nel 1973, presenta un'orbita caratterizzata da un semiasse maggiore pari a 2,7952066 au e da un'eccentricità di 0,1188385, inclinata di 4,81993° rispetto all'eclittica.
L'asteroide era stato inizialmente battezzato 7316 Hajdu per poi essere corretto nella denominazione attuale.
L'asteroide è dedicato allo sculture rumeno naturalizzato francese Étienne Hajdú.